# Ivan Marušić (fizičar)
Ivan Marušić (Široki Brijeg, 1965.) australski je inženjer i fizičar hrvatskoga porijekla.  Poznat je po radu na turbulenciji pri visokom Reynoldsovom broju, koristeći teorijske i eksperimentalne metode.
Marušić je rođen u Širokom Brijegu u Bosni i Hercegovini u hrvatskoj obitelji. S roditeljima i starijom sestrom emigrirao je u Australiju kada je imao tri godine. Odrastao je u Melbourneu.
Diplomirao je strojarstvo 1987. na Sveučilištu u Melbourneu, a doktorirao 1992. godine. Od 1998. do 2002. radi na Sveučilištu u Minnesoti, gdje je bio dobitnik NSF Career Award, Packard Fellowship in Science and Engineering i Taylor Career Development Award. Godine 2006. dobio je ARC Federation Fellowship, a 2012. ARC Laureate Fellowship. Od 2014. član je Australske akademije znanosti. Godine 2010. Marušić je izabran za člana Američkog fizikalnog društva. Nagradu Stanley Corrsin toga društva dobio je 2016. za istraživanje dinamike fluida. Za člana Australske akademije za tehnologiju i inženjerstvo zabran  2021.
Članom Kraljevskog društva za unaprjeđenje prirodnih znanosti postao je 2024. godine.